# Rainette arboricole japonaise
Dryophytes japoniscus
Espèce
Statut de conservation UICN

 LC  : Préoccupation mineure
Synonymes
- Hyla arborea var. japonica Günther, 1859 "1858"
- Hyla japonica Camerano, 1879
- Hyla stepheni Boulenger, 1888 "1887"
- Hyla arborea ussuriensis Nikolskii, 1918
- Hyla sodei-campi Kostin, 1935
- Hyla ussuriensis Nikolskii, 1918

Dryophytes japonicus est une espèce d'amphibiens de la famille des Hylidae.

## Répartition
Cette espèce se rencontre, :
- au Japon, dans les îles d'Hokkaidō, de Honshū, de Shikoku, de Kyūshū et d'autres petites îles ;
- dans le sud de la Russie d'extrême-Orient à la frontière avec la République populaire de Chine et la Mongolie ;
- dans le nord de la Mongolie ;
- dans le centre, le Nord et le Nord-Est de la République populaire de Chine ;
- en Corée du Nord ;
- en Corée du Sud.

## Taxinomie
Hyla ussuriensis a été considérée comme espèce valide par Fei en 1999 mais il n'a pas été suivi.

## Étymologie
Son nom d'espèce lui a été donné en référence à son lieu de découverte, le Japon.

## Galerie

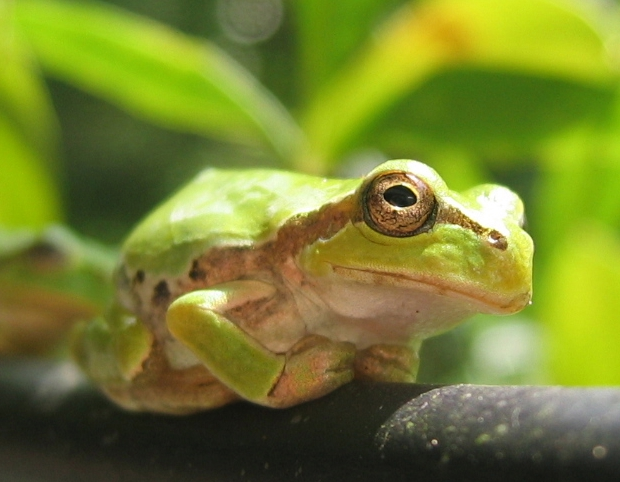
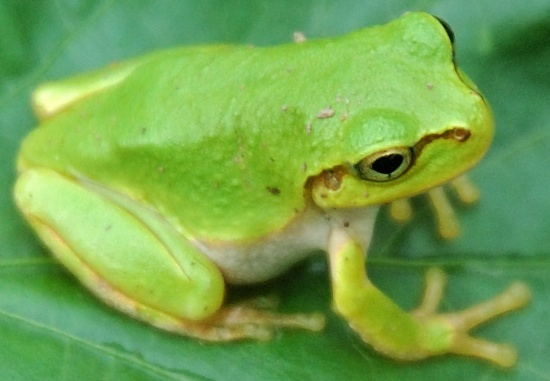
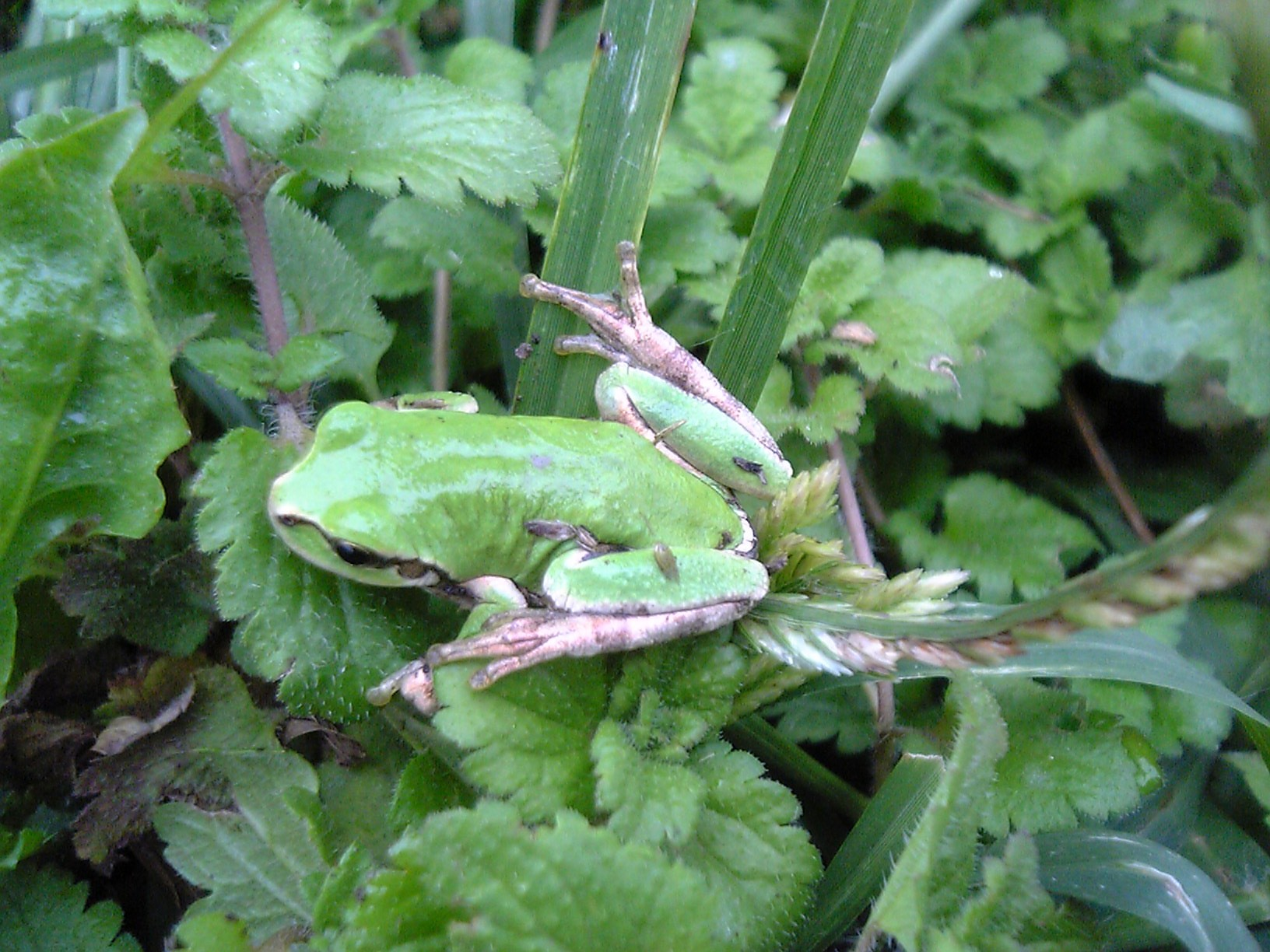
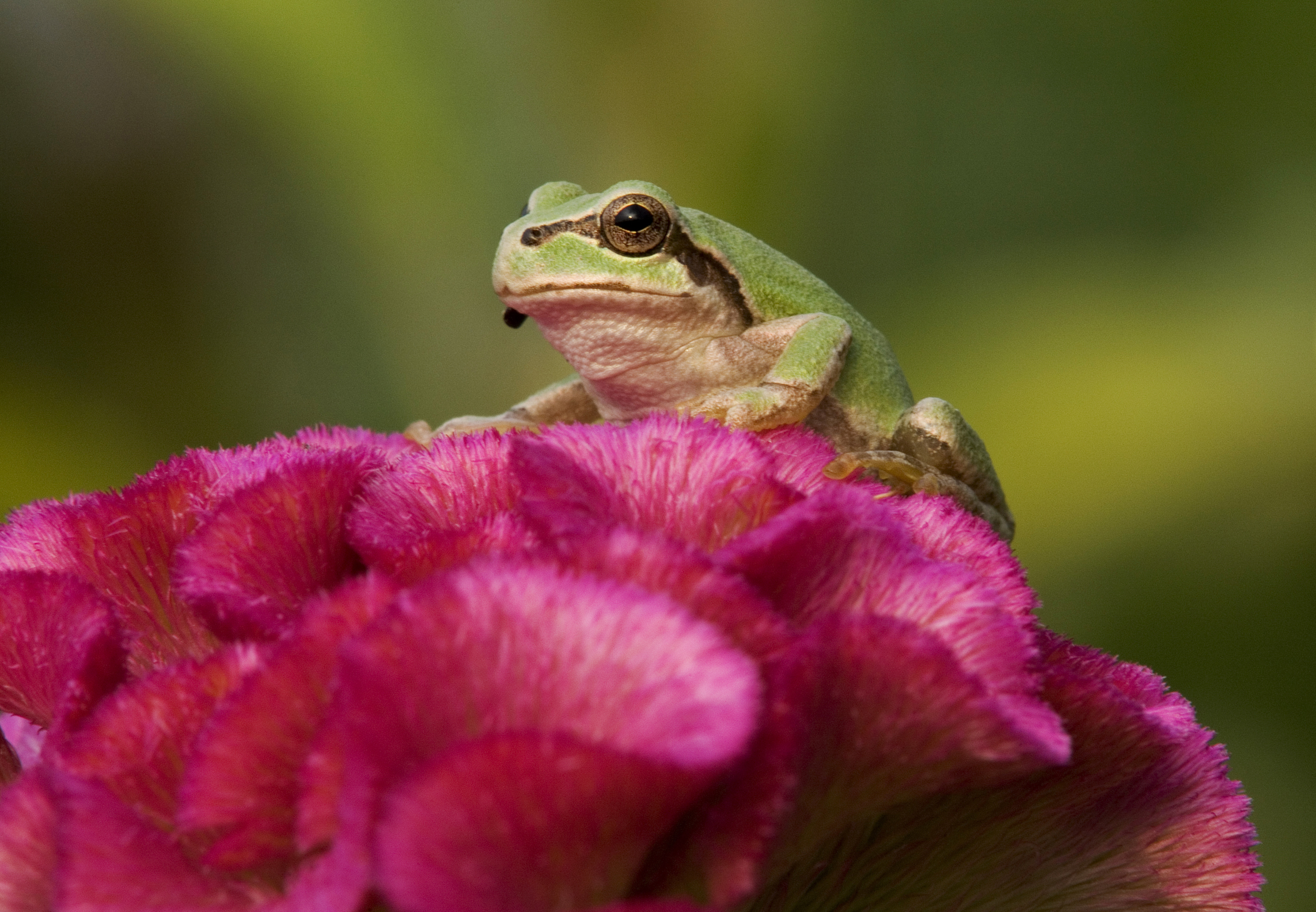

## Publication originale
- Günther, 1859 "1858" : Catalogue of the Batrachia Salientia in the collection of the British Museum (texte intégral).